# Fosfodiesterska veza
Fosfodiesterska veza (šećerno-fosfatna veza) nastaje kad točno dvije hidroksilne skupine u fosfornoj kiselini reagiraju s hidroksilnim skupinama na drugim molekulama čime nastanu dvije esterske veze. U živoj stanici javlja se kad se kovalentnom vezom povežu dva nukleotida, na način da se hidroksilna skupina s 3' ugljikovog atoma prvog šećera veže s fosfatnom skupinom drugog nukleotida koji je na 5' ugljikovom atomu drugog šećera. Time deoksiriboze povezane fosfodiesterskim vezama tvore dva polinukleotidna lanca koji čine molekulu DNK.
Nastaje za vrijeme replikacija DNK. Tad se razmotava dvostruka uzvojnica DNK i poštujući načelo komplementarnosti, na svakom se lancu gradi novi polinukleotidni lanac i tako nastaju dvije molekule DNK koje su istovjetne majčinskoj molekuli. Među brojnim enzimima i bjelančevinama koji djeluju u procesu udvostručavanja, ključnu ulogu ima enzim DNK polimeraza koja katalizira polimeriziranje deoksiribonukleotida iz deoksiribonukleozid trifosfata (koji je supstrat) na temelju komplementarnosti s lancem DNK koji služi kao kalup. U ovom procesu nastaje fosfodiesterska veza i kao nusproizvod javlja se anorganski pirofosfat.